# Кривоклатська ущелина
Кривоклатська ущелина (Krivoklátska tiesňava) — пам'ятка природи в Словаччині; розташовується в окрузі Ілава — біля села Кривоклат. Охоронна територія заснована 1989 року; займає 10 га. Предметом охорони є геоморфологічне утворення з поширенням рідкісних видів рослин і тварин — зокрема метелик Аполлон.